# Østre Toten
Østre Toten (norw. Østre Toten kommune) – norweska gmina leżąca w regionie Oppland. Jej siedzibą jest miasto Lena.
Østre Toten jest 190. norweską gminą pod względem powierzchni.

## Demografia
Według danych z roku 2005 gminę zamieszkuje 14 604 osób, gęstość zaludnienia wynosi 26,03 os./km². Pod względem zaludnienia Østre Toten zajmuje 66. miejsce wśród norweskich gmin.
| ludność stan na 1 stycznia 2005 |         |           |        |
|                                 | kobiety | mężczyźni | razem  |
| osób                            | 7247    | 7357      | 14 604 |
| %                               | 49,62%  | 50,38%    | 100%   |

| wykształcenie stan na 1 października 2004 |        |         |        |        |
|                                           | podst. | średnie | wyższe | niezn. |
| osób                                      | 2977   | 6708    | 1902   | 216    |
| %                                         | 25,22% | 56,83%  | 16,11% | 1,83%  |

## Edukacja
Według danych z 1 października 2004:
- liczba szkół podstawowych (norw. grunnskolar): 14
- liczba uczniów szkół podst.: 1875

## Władze gminy
Według danych na rok 2011 administratorem gminy (norw. rådmann) jest Aslaug Dæhlen, natomiast burmistrzem (norw. ordfører, d. borgermester) jest Hans Seierstad.